# L'Os à moelle (journal)
Pour les articles homonymes, voir L'Os à moelle.
L'Os à moelle est un journal humoristique créé par Pierre Dac sorti le 13 mai 1938. 

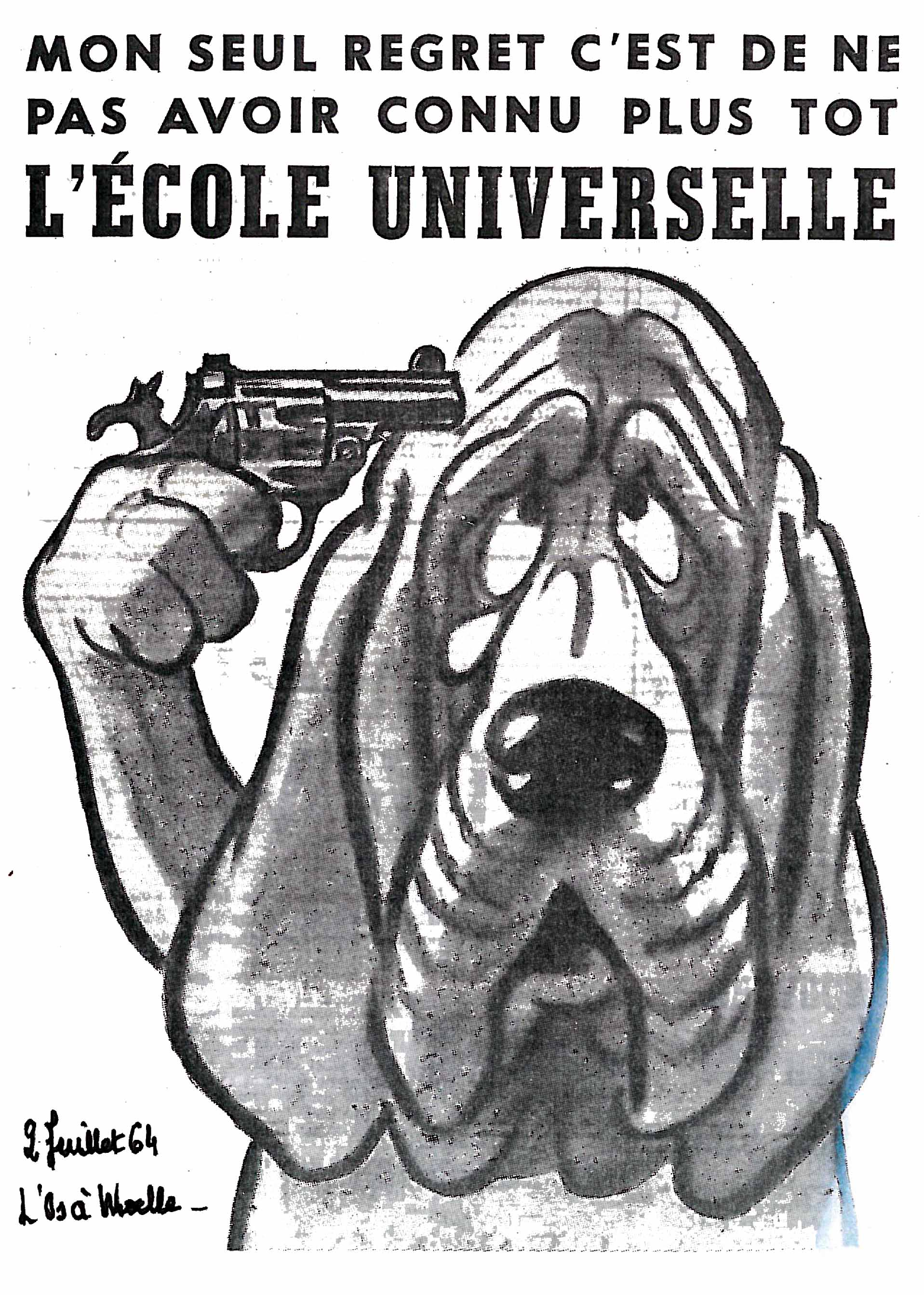
Publicité de l'École universelle parue dans L'Os à moelle du 2 juillet 1964.

Dès le début, il annonce qu'un ministère « loufoque » (pour rire) est créé.
« C'est au poker dice que les portefeuilles ont été distribués » est sa première manchette, donnant le ton. Ensuite, le ministre annonce une première série de décrets loufoques. Pierre Dac écrit aussi quatre romans-feuilletons durant la période d'existence du journal.
Après 109 numéros, il cesse de paraître le 7 juin 1940. 
Pierre Dac le fera reparaître entre 1964 et 1966. Dans les années 1970-1980, la revue ressuscite sous la direction de Jacques Pessis, devenu son successeur.